# S:t Bertils kyrka
S:t Bertils kyrka är en medeltida stenkyrka som ligger i nuvarande Salo, i den tidigare kommunen S:t Bertils i Finland. 
S:t Bertils kapellförsamling grundades i anslutning till Uskela i början av 1400-talet. Stenkyrkan byggdes troligen kring 1500–1520.

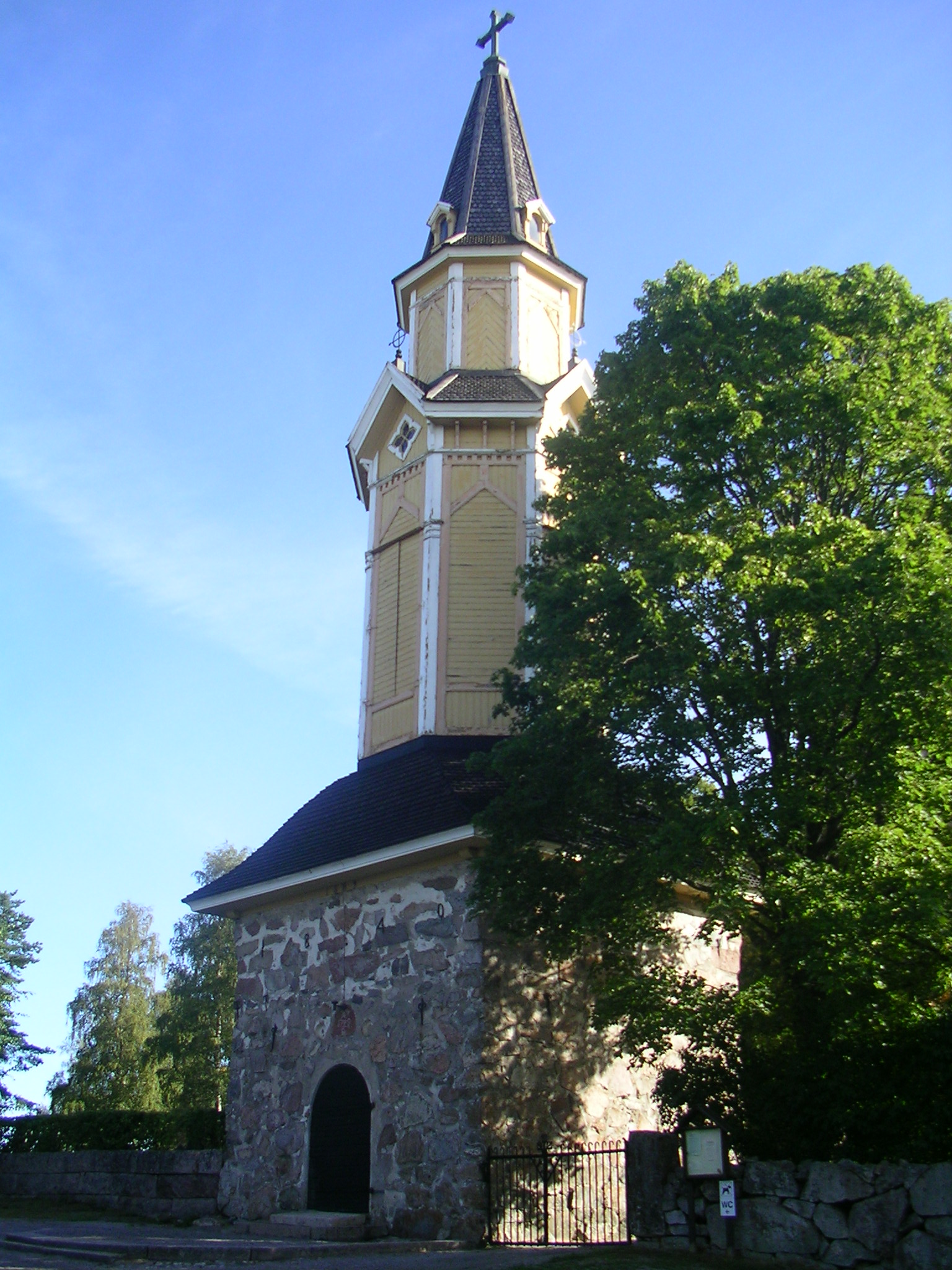
Klockstapeln i den form den fick 1889.

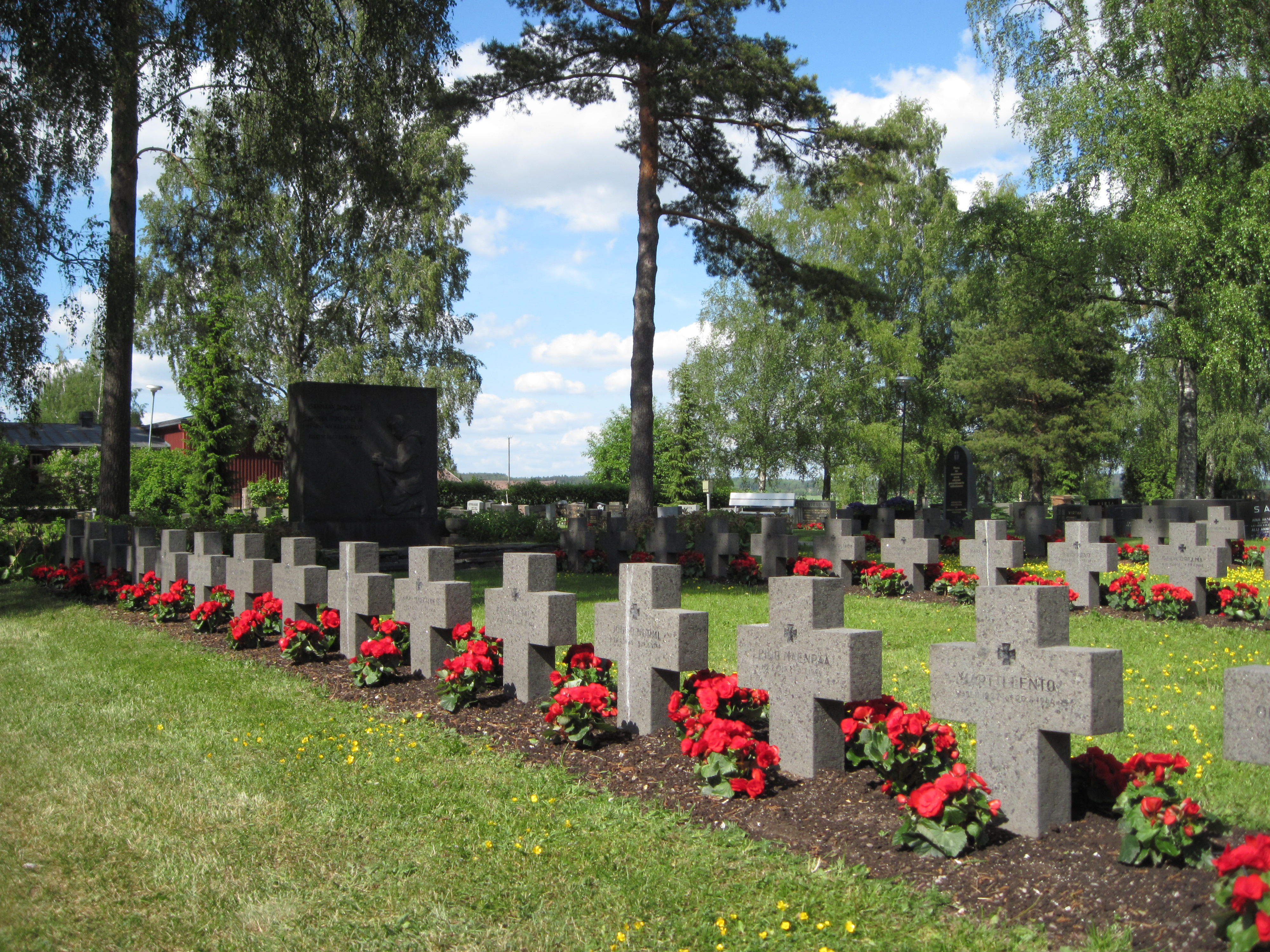
Hjältegravarna vid S:t Bertils kyrka.

Vapenhuset byggdes 1750. Den ursprungliga sakristian är riven; den nuvarande är från 1828. Kyrkans fönster förstorades 1881.
Konstnären Robert Wilhelm Ekman målade altartavlan Kristus i Getsemane 1870.
En fristående klockstapel byggdes 1729–1730; den nedre delen är av sten och överbyggnaden av trä. Redan 1840 höjdes både de nedre och övre delarna. Överbyggnaden av trä förstördes i en brand 1888 och renoverades i nygotisk stil 1889 enligt ritningar av arkitekt Helge Rancken.
Museiverket har klassat kyrkans omgivning och vägen från Uskela Storbys moderkyrka som byggda kulturmiljöer av riksintresse.